# Cerkiew św. Michała Archanioła w Telatynie
Cerkiew św. Michała Archanioła – prawosławna cerkiew w Telatynie, wzniesiona po 1875 i rozebrana w latach 50. XX wieku.

## Historia
Prawosławna świątynia w Telatynie wzmiankowana jest po raz pierwszy w 1578. Po zawarciu unii brzeskiej miejscowa placówka duszpasterska przyjęła jej postanowienia, razem z całą eparchią chełmską. Wskutek likwidacji unickiej diecezji chełmskiej została siłowo włączona do eparchii warszawskiej Rosyjskiego Kościoła Prawosławnego. Po 1875 w miejscowości została wzniesiona nowa świątynia w stylu bizantyjsko-rosyjskim.
W 1915 prawosławna ludność Telatyna udała się na bieżeństwo, świątynia została opuszczona. Jesienią 1919 budynek ponownie został udostępniony wiernym, a duchowny prawosławny służył w nim na mocy wydanej przez polskie władze delegacji. Telatyńska cerkiew stała się siedzibą etatowej parafii liczącej w 1923 r. 4781 wiernych, zaś w 1939 – 6230.
Świątynia została opuszczona po wysiedleniach ludności ukraińskiej w latach 1944–1947, a w kolejnej dekadzie rozebrana. Polski Autokefaliczny Kościół Prawosławny ubiega się o odszkodowanie za jej rozbiórkę.